# Ljudstvo Nahuatl
Nahualci  ali ljudstvo Nahua so skupina avtohtonih prebivalcev Mehike in Salvadorja, ki so zgodovinsko prisotni tudi v delih Gvatemale, Hondurasa in Nikaragve. Nahualci sestavljajo največjo staroselsko skupino v Mehiki in drugo največjo skupino v Salvadorju. The Nahuas comprise the largest indigenous group in Mexico and second largest group in El Salvador. Azteška in tolteška kultura sta bili Nahualci.
Njihovi Nahuanski jeziki ali Nahuatl so sestavljeni iz številnih narečij, od katerih je več medsebojno nerazumljivih. Približno 1,5 milijona Nahualcev govori Nahuatl in še en milijon jih govori samo špansko. Manj kot 1000 izvornih govorcev Nahuatla je v Salvadorju.
Predvideva se, da so ljudje Nahua izvirali iz Aridoamerike, ekološke regije, ki zajema Mehiko in jugozahod ZDA. Oddvojili so se od drugih narodov, ki govorijo v azteškem jeziku in se preselili v osrednjo Mehiko okoli leta 500 n. št.. Nato so se naselili v kotlini današnjega Ciudad de México in okoli nje ter se razširili in postali prevladujoč narod v osrednji Mehiki. Vendar je bilo prebivalstvo, ki govori Nahuatl, prisotno v manjši populaciji po celotni Mezoameriki.
V predkolumbovskem obdobju ni obstajala enotna identiteta Nahua in ljudje so bili identificirani na podlagi plemena in altepetla. Ime Nahua izhaja iz imena jezika. Zaradi tega bi bilo morda koristno gledati ljudstvo Nahua kot zbirko etničnih skupin, ki govorijo podobne jezike in ne kot eno monolitno skupino.